# Toftgard (artist)
Pierre Toftgård, född 24 maj 1985, är en svensk hiphopartist och sångtextförfattare med rötter i Huddinge. Han är mer känd under namn som Toftgard, MC Porno och Emceeporno. Han skriver främst sånger på engelska.
Porno beskriver sin stil som filosofiskt lyrisk battle rap, med tyngdpunkten på flow och rim, som avspeglar hans inspirationskällor Pharoahe Monch, Eyedea, Big Pun, Louis Logic och Ill Bill.

## Biografi
Barndomen tillbringade han med sina föräldra och sin bror i Swaziland. De bodde där i fem år och gjorde hjälparbete. Toftgard fick gå i engelsk skola med barn av många nationaliteter. Han började skriva låtar i högstadiet och har producerat hundratals låtar.

### Tidig karriär
Han verkade inledningsvis under namnen MC Porno eller Emceeporno. Han hade veckans hit på MTV med låten "Cuz Im cool". Han har samarbetat med ett punkrockband, Rythm Method, samt en beatboxare Punch i England. Han uppträdde på Hultsfredsfestivalens Rookie-scen 2006.
Toftgård fick kontakt med  programledaren Ametist och fick göra Spoken word-At the speed of life i Sveriges Radio P3. Han gästade programmet åtskilliga gånger, bland annat med sin grupp Contrahesive som bestod av Porno (Toftgard), Luuda (Ludvig Söderberg) och Robin Banks, samt med gruppen Amok med Toftgard och Henrik.
När Toftgard fick kontrakt med Warner Music och Warner Chappell 2009, gjorde han låten som blev veckans hit på MTV, Porno "Cuz Im cool" . Han gick över till ett nytt skivbolag, Ninetone där han gav ut en låt som gjorts med Shellback, Tell U what to do. På bytte han till artistnamnet Toftgard.

### Senare år
I filmen Golden Girl (2016) medverkar gruppen Amok som består av Pierre Toftgård och Henrik Öhberg, med två sånger från skivan Amok, Run Amok. Låtarna är I can't sleep och Keep running från Amok Run Amok.
I filmen The Square (2017), som vunnit Guldpalmen i Cannes (2017), medverkar Amok, Pierre Toftgård och Henrik Öhberg, med två låtar, Run Amok och Chains.

## Diskografi
- High Down and Dirty, Pimpin aint easy - 2003
- High Down and Dirty, Hung like an Infant - 2004
- Porno mixtape, Beaten and Bruised (2 cd) - 2005
- Porno, Deserted Horizon - 2005
- Porno, Out the Wazoo - 2006, Boiling Pandas Records
- EUWW, Percussion and Prophylactics - 2006, Boiling Pandas Records
- Amok, Run Amok - 2008, Svedjebruk
- Contrahesive, Reflection is Relative - 2008, Svedjebruk
- Porno and Struts, Bob Dylan is a Rapper - 2009
- Porno and Struts, Ugly Girls - 2009
- Porno, KidColt & Wäppling, Rush - 2009
- Porno, Cuz Im cool - 2012, Warner Music
- Toftgard, Lazee, Kid Cold and Struts - LE! -2013
- Toftgard, Shellback and Struts, Tell U what to do - 2013, Ninetone
- Toftgard, Oi -2014, Ninetone
- MC Porno, Ludvig Söderberg, Go Hard - 2021
- MC Porno, Flexx, Ludvig Söderberg, Yayaya - 2021

### Musikvideor
- Porno and Struts, Bob Dylan is a Rapper - 2009
- Porno, KidColt & Wäppling, Rush - 2009 - Fallenrockstar.com
- Porno and Struts, Ugly Girls - 2009 - Fallenrockstar.com, Dancer Mario Perez Amigo
- Porno, Cuz Im cool - 2012, Warner Music
- Toftgard, Lazee, Kid Cold and Struts - LE! -2013 - darktree-media.com, josefinebarjed.com, Melika Zakariae
- Toftgard, Shellback and Struts, Tell U what to do - 2013 - Director Motelletfilm.se, Producer Toftgard
- Toftgard, Oi -2014, Ninetone
- MC Porno, Joakim Zetterström, Karl Berg, Go Hard - 2021